# Коссакі-Фалькі
Коссакі-Фалькі (пол. Kossaki-Falki) — село в Польщі, у гміні Рутки Замбровського повіту Підляського воєводства.
Населення — 59 осіб (2011).
У 1975-1998 роках село належало до Ломжинського воєводства.

## Демографія
Демографічна структура станом на 31 березня 2011 року:
|          | Загалом | Допрацездатний вік | Працездатний вік | Постпрацездатний вік |
| -------- | ------- | ------------------ | ---------------- | -------------------- |
| Чоловіки | 37      | 8                  | 26               | 3                    |
| Жінки    | 22      | 2                  | 16               | 4                    |
| Разом    | 59      | 10                 | 42               | 7                    |